# Christoph Hönnige
Christoph Hönnige ist ein deutscher Politikwissenschaftler und Hochschullehrer.

## Leben
Christoph Hönnige wurde im Jahr 2006 an der Universität Potsdam von Herbert Döring und André Kaiser promoviert. Er erlangte im Jahr 2002 seinen Abschluss in Diplom-Verwaltungswissenschaften an der Universität Konstanz. Während seiner Studienzeit arbeitete Hönnige als studentische Hilfskraft und Tutor an den Lehrstühlen für Regional- und Lokalpolitik unter anderem bei André Kaiser, Klaus Simon, Hiltrud Nassmacher und Hans F. Illy.
Ab 2008 wirkte er als Juniorprofessor (W1) für Deutsche und Vergleichende Politik an der Universität Kaiserslautern, zwischen 2011 und 2014 hatte er die Position eines außerordentlichen Professors (W2) für deutsche Politik an der Universität Göttingen inne. Von September 2010 bis März 2011 war Christoph Hönnige interimistisch Inhaber des Lehrstuhls (W3) für Vergleichende Politik an der Universität Greifswald. Ebenso bekleidete er von April bis September 2010 eine temporäre Position als außerordentlicher Professor (W2) für deutsche Politik an der Universität Göttingen.
Seit September 2014 ist Hönnige als Lehrstuhlinhaber (W3) für Vergleichende Regierungslehre und das Politische System Deutschlands an der Leibniz Universität Hannover tätig, bis April 2024 zudem als Geschäftsführender Direktor des Instituts für Politikwissenschaft.

## Schriften (Auswahl)
- Verfassungsgericht, Regierung und Opposition. Wiesbaden, 2007, ISBN 978-3-531-90518-1
- Das Bundesverfassungsgericht im politischen System der BRD - ein unbekanntes Wesen? - Politische Vierteljahresschrift, 51 (2010)
- Verfassungsgerichte in den EU-Staaten: Wahlverfahren, Kompetenzen und Organisationsprinzipien - Zeitschrift für Staats- und Europawissenschaften (ZSE) Vol. 6, No. 3 (2008)